# Альбрие, Жозеф
Жиль Мари Жозеф Альбрие (4 октября 1791 года, Париж — 7 марта 1863, там же) — французский художник.

## Биография
Ученик Жана-Батиста Реньо. Выставлялся на Парижском Салоне в 1819, 1822, 1824, 1827, 1836 годах. Успешно работал как портретист, создав целую галерею как портретов современников, так и исторических портретов. Писал также аллегорические, мифологические и жанровые сцены.
Многие работы Альбрие хранятся в коллекции дворца-музея Версаль. Работы художника также хранятся в региональных французских музеях и частных собраниях.
Похоронен на парижском кладбище Пер-Лашез (74-й дивизион).

## Галерея

Некоторые работы
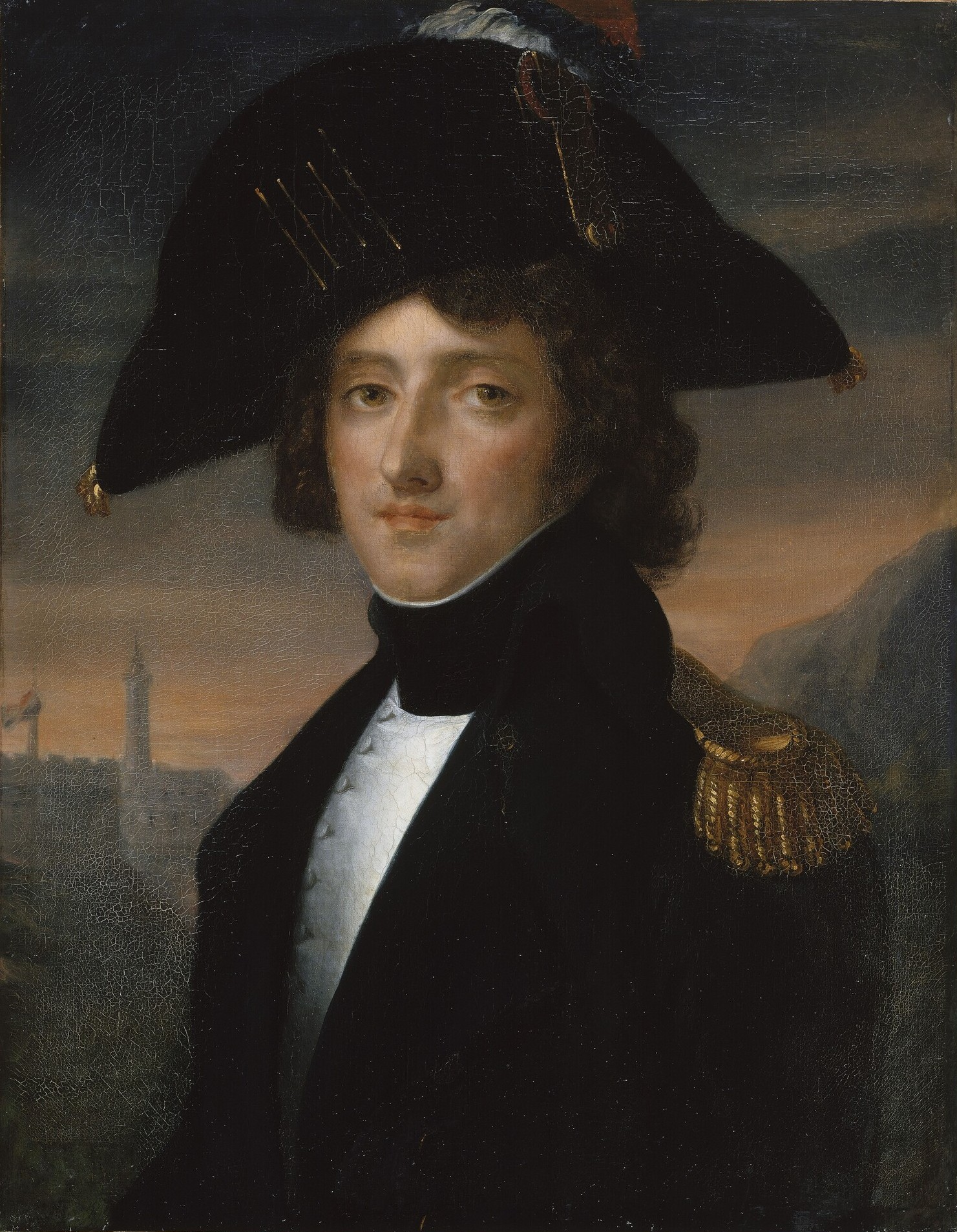
Маршал Франции Сюше, герцог Альбуферский в мундире шефа батальона. Версаль.
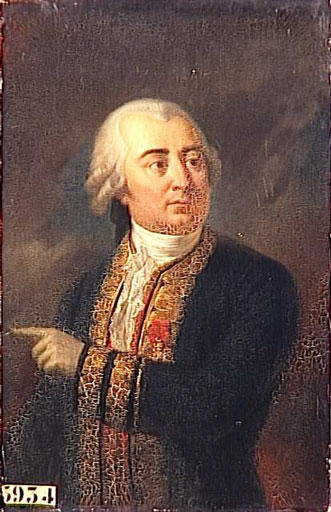
Генерал граф де Валанс (предположительно). Версаль.
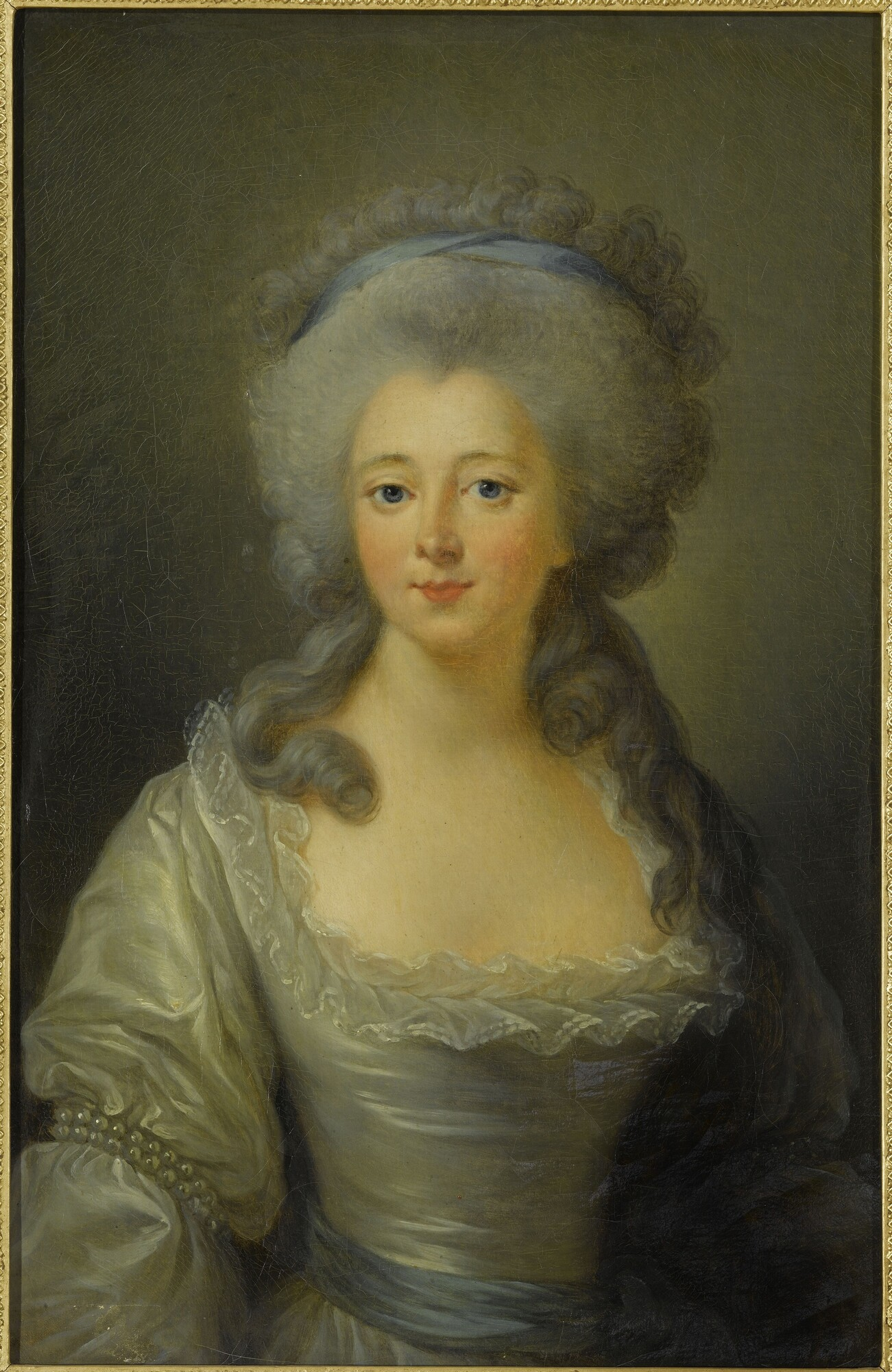
Мадам де Монтессон. Версаль.
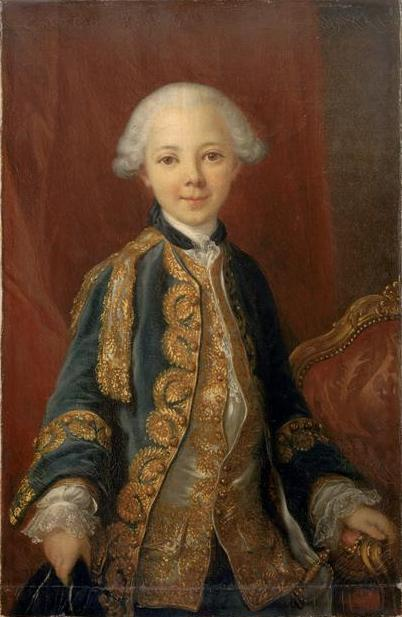
Луи-Жан-Мари де Бурбон, герцог Пентьевр. Версаль.
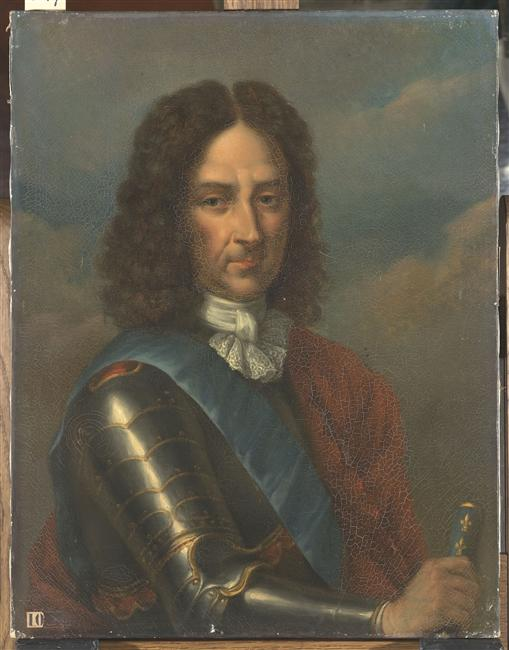
Маршал Франции Шарль Бернардин де Жиго де Бельфон. Версаль.
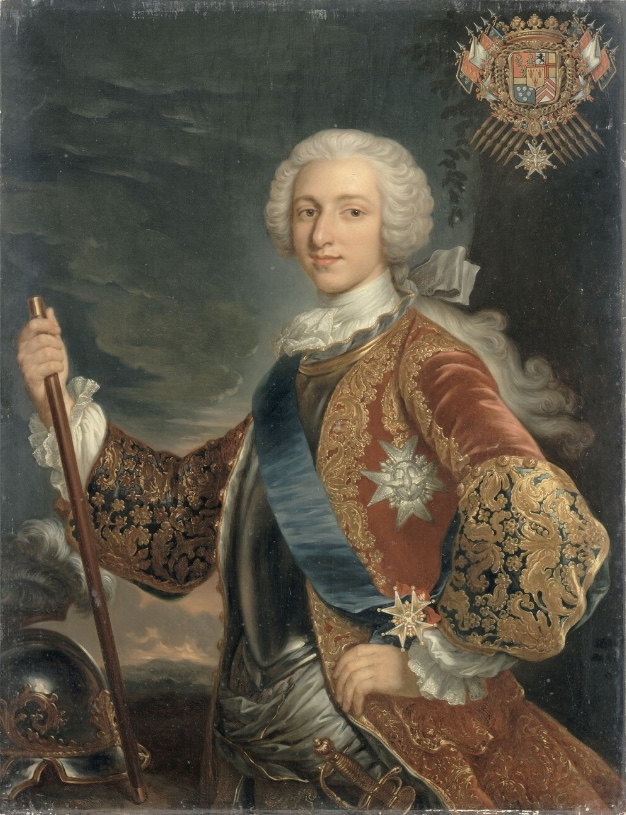
Генерал-лейтенант Анн-Луи де Тиар де Бисси. Версаль.
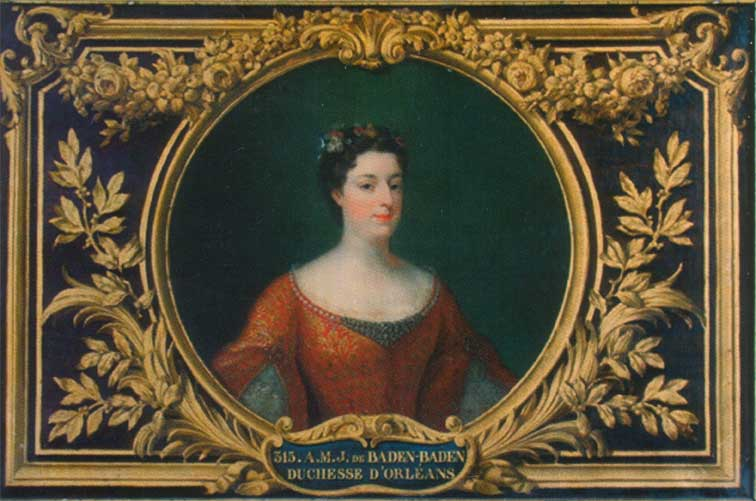
Августа Баден-Баденская. Музей Дворца в Э.
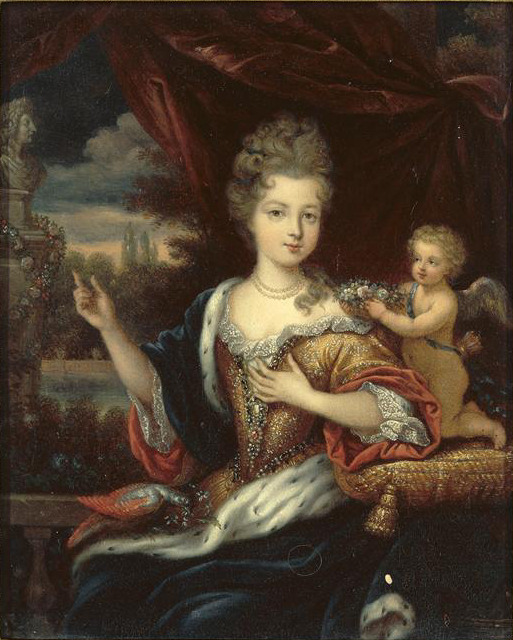
Луиза Франсуаза де Бурбон, мадемуазель де Нант. Версаль.